# Póvoa de Penela
Póvoa de Penela ist eine Gemeinde (Freguesia) im portugiesischen Kreis Penedono. In ihr leben 337 Einwohner (Stand 19. April 2021). Ins Deutsche übersetzt heißt die Gemeinde Menschen der Halbinsel. 

## Geschichte
Das zugrundeliegende Dorf wurde am 12. September 1514 von Manueline gegründet. Bis zum 24. Oktober 1855 gehörte es zur Grafschaft Trevões, dann starben die Bewohner aus oder zogen weg. Erst am 7. September 1895 siedelten wieder Menschen im Dorf, das nun Teil der Gemeinde São João da Pesqueira wurde. Die Einwohner errichteten eine Kirche und ein Pfarrhaus und bestimmten einen Pfarrer. Die katholische Gemeinde ist in die Diözese Lamego gepfarrt und trägt den Namen Santa Margarida.

## Einwohnerentwicklung

### Anzahl

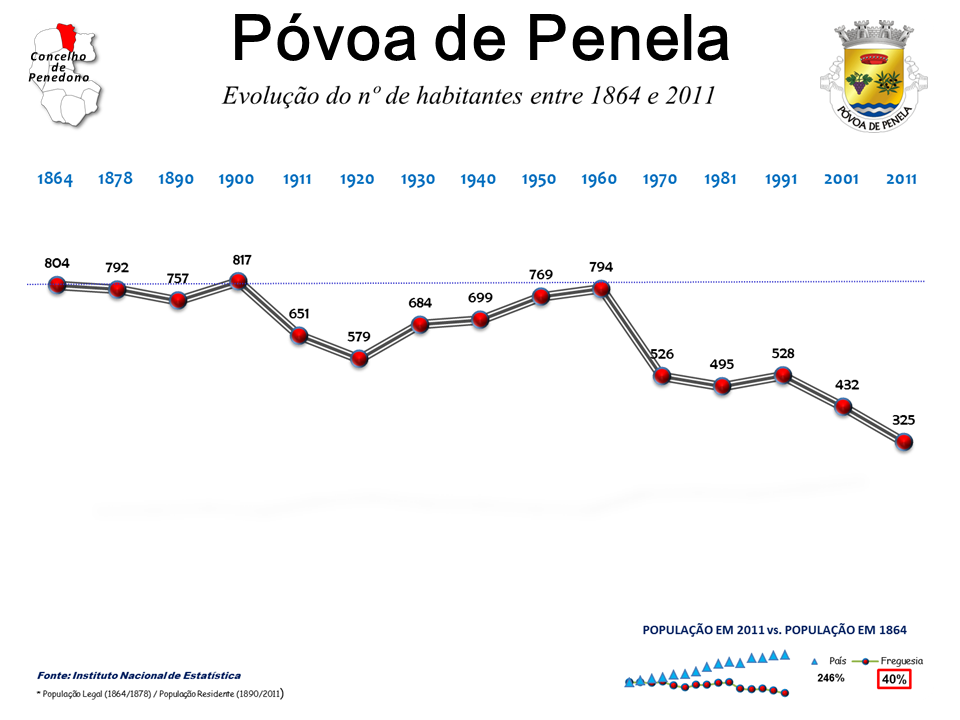
Bevölkerung der Gemeinde zwischen 1864 und 2011

Innerhalb von rund 150 Jahren verringerte sich die Einwohnerzahl um mehr als die Hälfte.
| Jahr      | 1864 | 1878 | 1890 | 1900 | 1911 | 1920 | 1930 | 1940 | 1950 | 1960 | 1970 | 1981 | 1991 | 2001 | 2011 |
| --------- | ---- | ---- | ---- | ---- | ---- | ---- | ---- | ---- | ---- | ---- | ---- | ---- | ---- | ---- | ---- |
| Einwohner | 804  | 792  | 757  | 817  | 651  | 579  | 684  | 699  | 769  | 794  | 526  | 495  | 528  | 432  | 325  |

### Alterszusammensetzung

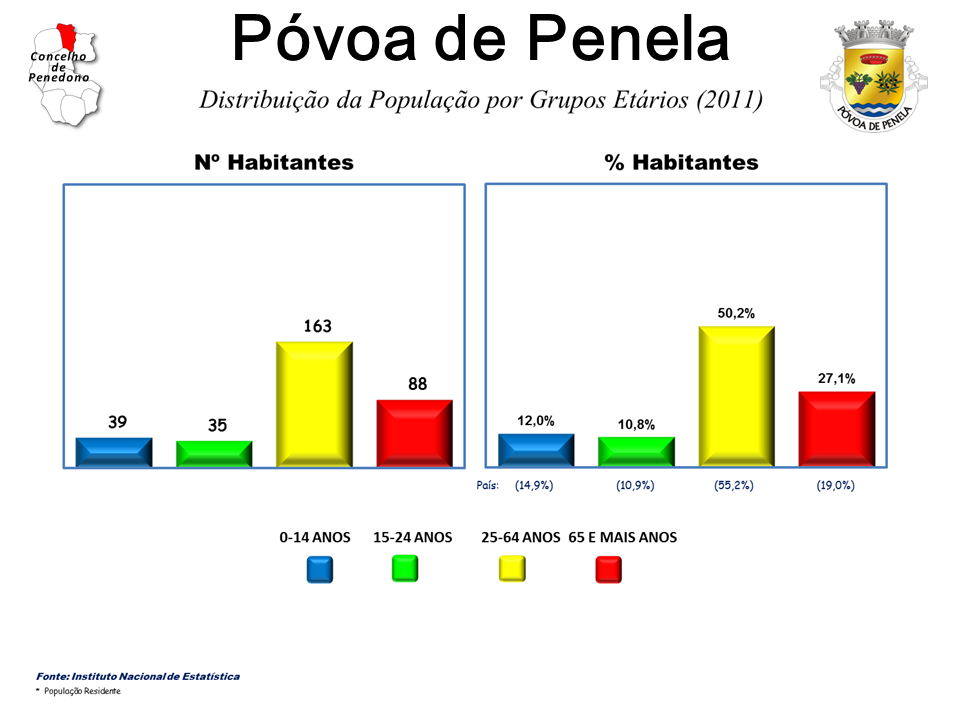
Alterszusammensetzung im Jahr 2011
in Zahlen (links), in Prozent (rechts)

| Altersgruppe | im Jahr 2011 | Anteil an der Gesamtbevölkerung in % |
| ------------ | ------------ | ------------------------------------ |
| 00–14        | 039          | 14,6                                 |
| 15–24        | 035          | 14,4                                 |
| 25–64        | 163          | 46,3                                 |
| > 65         | 088          | 24,7                                 |

## Kirchengemeinde
Die Bewohner gehören zur Paróquia de Póvoa de Penela.